# الكسندر ماكنزي (رسام)
الكسندر ماكنزي (بالإنجليزية: Alexander McKenzie)‏ هو رسام أسترالي، ولد في 1971 في سيدني في أستراليا.

## وصلات خارجية
- الموقع الرسمي